# Église Saint-Blaise de Bonchamp-lès-Laval
L'église Saint-Blaise est une église catholique située à Bonchamp-lès-Laval, en France

## Localisation
L'église est située dans le département français de la Mayenne, dans le bourg de Bonchamp-lès-Laval.

## Histoire
Elle est construite au XIe siècle, elle a été plusieurs fois modifiée jusqu'au XVIIIe siècle. Elle est inscrite  aux monuments historiques depuis 1994. Parmi de nombreux éléments remarquables classés à titrts, on retiendra plus particulièrement :
- Le retable de la Vierge (1639).
- L'épitaphe (XVIIIe siècle).
- Le retable du maître-autel, construit vers 1760.
- La chaire en fer forgé fabriquée par le maître serrurier Jean-Baptiste-René Lafosse en 1768.